# Look Up, Son

Look Up, Son, est un court-métrage de fiction et dramatique québécois écrit et réalisé par Éric Baril et Lévy L. Marquis en 2013. 

## Synopsis
Un père emmène son fils infirme pour passer une journée à un chalet de campagne. Un événement prendra une tournure dramatique. 

## Fiche technique
- Réalisation : Éric Baril et Lévy L. Marquis
- Scénario : Éric Baril et Lévy L. Marquis
- Montage :
- Maquillage : Micheline Fleurant
- Durée : 13 minutes et 46 secondes
- Genre : Drame
- Langue: Anglais

## Distributions
- Paul Rainville : Robert
- Nicolas Desfossés : Sam

## Distinctions
- 2014: Festival international du court-métrage de l'Outaouais:
  - Gagnant du prix coup de cœur[5]

- 2013: Digi60 Ottawa Digital Filmmaker's Festival[6]:
  - Lauréat de la meilleure histoire (Best story)
  - Lauréat de la meilleure performance (Best acting) pour Paul Rainville